# Pengempon
Pengempon is een bestuurslaag in het regentschap Kebumen van de provincie Midden-Java, Indonesië. Pengempon telt 3367 inwoners (volkstelling 2010).